# 広瀬未花
広瀬 未花（ひろせ みか、1988年12月21日 - ）は、日本の女性ファッションモデル。
東京都出身。スペースクラフト所属。

## 来歴
フラワーコーディネーターとして勤めていたが、20歳でスカウトされて芸能活動を始める。デビュー当初の芸名は葉月ミカ。2011年4月30日の千葉ロッテマリーンズ対福岡ソフトバンクホークス戦の始球式で投球した。2011年サッポロビールイメージガールを務めた。2015年4月から『朝だ!生です旅サラダ』の旅サラダガールズを務めている。
趣味は、音楽鑑賞、ヨガ。特技は、フラワーアレンジメント、利きビール、身体の柔軟さ。日本ヨガインストラクター協会認定資格2級。

## 主な出演

### テレビ番組
- 朝だ!生です旅サラダ（2015年4月 - 2023年3月、ABCテレビ） - 旅サラダガールズ[3]
- 水曜日のダウンタウン（2015年10月7日、TBSテレビ）
- 秘湯ロマン（2017年9月18日、10月2日、テレビ朝日） - 旅人
- 内村とザワつく夜（TBS）
- 予告王（TBS）
- 今ちゃんの「実は…」（朝日放送）

### 雑誌
- 振袖大好き（世界文化社）
- Oggi（小学館）
- CLASSY（光文社）
- ヨガジャーナル（プレジデント社）

### CM
- 小林製薬
  - サラサーティコットン100（2012年）
  - サワデー香るスティック（2019年2月 - ）
- 中国銀行（2012年）
- 花王
  - 「エッセンシャル」アイキャッチシール（2013年1月 - ）[3]
  - 「ケープ」（2016年）[5]
- ジュピターショップチャンネル（2014年 - ）[3]
- きものやまと「浴衣屋さん.com」（2014年 - ）
- ミニストップ
  - ハロハロ 黒蜜きなこ（2015年）
  - ハロハロ 練乳いちご（2015年）[3]
- JR東海 「京都キャンペーン」[3]
- SUBARUインプレッサ「乗る人すべてに」編（2018年）

### 広告
- ゼブラ、Prefill
- インテル、Ultra book[6]
- ツヴァイ[7]

### PV
- FUNKY MONKEY BABYS ラストシングル「ありがとう」MUSIC VIDEO（2013年）[8]
- Che'Nelle「愛の歌」MUSIC VIDEO」（2013年）[9]

### その他
- スバル「スバル・ステラ」スチール・Web（2015年1月 - ）[3]
- Tiamo La moda (ナノ・ユニバース提供のYoutubeチャンネル)

## リリース作品

### DVD
- Sunscreen -サンスクリーン-（2010年9月、晋遊舎） - 「葉月ミカ」名義